# 6472 Rosema
6472 Rosema è un asteroide della fascia principale. Scoperto nel 1985, presenta un'orbita caratterizzata da un semiasse maggiore pari a 3,1116628 UA e da un'eccentricità di 0,1674974, inclinata di 4,94910° rispetto all'eclittica.